# Elmerinula capnoides
Elmerinula capnoides är en svampart som beskrevs av Syd. 1934. Elmerinula capnoides ingår i släktet Elmerinula, klassen Dothideomycetes, divisionen sporsäcksvampar och riket svampar.   Inga underarter finns listade i Catalogue of Life.